# Belgium's Got Talent (Flandre)
Ne doit pas être confondu avec Belgium's Got Talent.
Belgium's Got Talent (littéralement « la Belgique a du talent ») est une émission de télévision belge néerlandophone produite par FremantleMedia et diffusée sur VTM depuis le 31 août 2012. Elle est présentée par Koen Wauters. Il s'agit de l'adaptation en Belgique néerlandophone de l'émission britannique Britain's Got Talent, concept créé par Simon Cowell.

## Le jury
Ray Cokes, Karen Damen et Rob Vanoudenhoven sont les membres du jury de la première et deuxième saison du programme.
Après un an d'absence, Belgium's Got Talent revient avec un quatrième juré Niels Destadsbader qui rejoint les trois autres jurés.

## Concept
Le format se décompose en 10 émissions lors de la première saison. Après une phase d'auditions et de plusieurs demi-finales, une finale est organisée à l'issue de laquelle le vainqueur empoche 50 000 €

### Auditions
Pendant les cinq premières émissions qui constituent les auditions, des amateurs, des artistes, des professionnels, etc. présentent sur le plateau leur numéro qui constitue leur incroyable talent qu'ils maîtrisent chacun, devant un jury composé de trois personnes. Ils doivent tenir et séduire le jury pendant deux minutes. À tout moment, les membres du jury peuvent leur attribuer une croix en appuyant sur leur buzzer respectif, s'ils ont analysé un défaut dans leur prestation. Si les trois membres ont tous appuyé sur leur buzzer, le candidat est obligé d'arrêter son numéro sur le champ et est éliminé directement. Si, au bout des deux minutes, le candidat ne s'est pas vu attribuer trois croix, le jury délibère et chaque membre donne un jugement positif ou négatif : il faut au minimum deux « oui » au candidat pour passer. Les membres du jury peuvent changer d'avis durant cette délibération (ils peuvent dire « non » même s'ils n'ont pas buzzé par exemple).

### Demi-finale
À l'issue des auditions, les candidats qui ont reçu deux ou trois « oui » par le jury sont qualifiés pour les demi-finales. Dans cette phase, les candidats sont divisés en plusieurs groupes. Désormais, le vote du public fait son apparition dans l'émission pour élire les finalistes. À chaque demi-finale, certains candidats sont choisis par le jury, et d'autres le sont par les votes du public. L'artiste non choisi est éliminé.

### Finale
En finale, c'est le public seul qui peut juger la prestation des candidats et élire l'incroyable talent de l'année. Le candidat ayant obtenu le plus de votes remporte la somme de 50 000 €.
Pour la première saison, le vainqueur est Karolien Goris pour le chant.
Pour la seconde saison, en 2013, Michael Lanzo est vainqueur.
En 2015, c'est l'artiste italien Domenico qui remporte les 50 000 €.